# Winti (religion)
Winti är en synkretisk religion med afrikanska rötter, som växte fram i Surinam. Utövande av winti var förbjudet i Surinam fram till 1971, och bedrevs tidigare i hemlighet. Det högsta väsendet i wintis panteon är skaparguden Anana Kedyaman Kedyanpon, men under denna högsta gud anses fyra grupper av andar eller gudaväsen existera: Jordgudomar, vattengudomar, skogsgudomar och himmelsgudomar.